# ورودی قطار
ورودی قطار (به انگلیسی: Arrival of a Train) یک فیلم سینمایی صامت فرانسوی به کارگردانی ژرژ ملی‌یس است که در سال ۱۸۹۶ منتشر شد. این فیلم توسط شرکت Méliès Star Film منتشر شد.